# Mecynodes trochilus
Mecynodes trochilus är en skalbaggsart som beskrevs av Edmund Reitter 1892. Mecynodes trochilus ingår i släktet Mecynodes och familjen Aphodiidae. Inga underarter finns listade i Catalogue of Life.